# ابتسامات محمد عبد الله
ابتسامات محمد عبد الله هي أول سيدة تلتحق بالجيش المصري خلال حرب فلسطين عام 1948  ،حيث كانت أول ضابطة برتبة ملازم أول تتطوع في الجيش المصري. ،فقد شاركت في العمل التطوعي كممرضة في الجيش المصري عام 1948 لإسعاف المصابين في حرب فلسطين.

## نشأتها ودراستها
ولدت ابتساماتعام 1927 في محافظه بني سويف،لأب مصري وأم سودانيه، فوالدها هو محمد عبد الله كان يعمل كضابط مفتش غفر بمديرية أسيوط برتبة بكباشي التي تعادل مقدم الآن وهو من ريف مركز ميت غمر التابع لمحافظة الدقهلية ، أما والدتها فهي فاطمة فضل ابنة السلطان فضل نور سلطان إقليم الواو في السودان . ،و لديها خمس أشقاء هم «المعتصم بالله والمتوكل بالله والمؤتمن بالله والأمين بالله والمأمون وسوسنة وتنهدات»  ،انتقلت برفقة والديها وإخوتها إلى شارع إسماعيل باشا أبوجبل في حى عابدين بالقاهرة. ، و تزوجت ابتسامات من الضابط والرياضي محمد حبيب وقد توفي قبل 6 سنوات، ولم ترزق منه بأولاد.
تعلمت ابتسامات في المدارس الابتدائية الفرنسية إلا أنها لم تكمل تعليمها العالي  ،وبالرغم من توقف دراستها إلا أنها لم تتهاون في تحقيق حلمها «العمل التطوعي»  ،فقررت الالتحاق بالتمريض في الهلال الأحمر عن طريق اعلان قرأته في إحدى الصحف، يطلب 75 متطوعة للقوات المسلحة في الخدمات الطبية، فتقدمت للوظيفة، وكانت أول ضابطة برتبة ملازم أول تتطوع في الجيش.

## التطوع في الهلال الأحمر المصري
قرأت ابتسامات عام 1947 إعلانا يطلب التطوع في الهلال الأحمر ونظرا لعشقها للتمريض تقدمت بأوراقها إلى الهلال الأحمر وتم قبولها ودرست لمدة عام كامل دراسة عملية ونظرية وبعد أن انتهت من الدراسة قرأت أيضا إعلانا عن طلب 75 متطوعة للقوات المسلحة بالقسم الطبي.

## أول ملازم امرأة في الجيش المصرى
كان حلم ابتسامات منذ الطفولة هو الانضمام إلى القوات المسلحة المصرية، و بعد أن انهت دراستها بالهلال الأحمر، قرأت خبراً في جريدة المصور عن حاجة القوات المسلحة إلى ممرضات متطوعات يخدمن في مستشفيات القوات المسلحة من أجل المساعدة في خدمة مصابى حرب فلسطين، وانتهزت الفرصة تقدمت بأوراقها وتم قبولها وجاء موعد المقابلة الشخصية للاختبار في مستشفى كوبرى القبة العسكري وكان يديره وقتئذ اللواء سعيد شعير ،و بعد اختبارات شاقة تم اختيار 7 فقط من بين 75 و حصلت على رتبة ملازم. ولأن كشف الأسماء وقتها كان بترتيب الحروف الأبجدية، كان اسمها هو الأول في القائمة ومن ثم كنت أول ملازم امرأة في الجيش المصرى.

## النياشين والتكريمات التي حصلت عليها
1. حازت ابتسامات عبد الله علي بعض النياشين وشهادات التكريم ونوط الجدارة والامتياز المرصع بالذهب.

1. حازت علي اهتمام آخر ملوك مصر «فاروق الاول»، الذي منحها ساعته الذهبية التي ترتديها حتي الآن.[4]

1. قد تم تكريمها من قبل المجلس القومي للمرأه ، حيث قدمت رئيس المجلس مايا مرسي درع المجلس وشهادة تقديرًا للملازمة ابتسامات تكريمًا لها على الدور الذي قامت به، وبالتضحيات التي قدمتها خلال عملها في الجيش المصري.[12]

## وصلات خارجية
- حوار السيده ابتسامات محمد عبد الله ببرنامج في دائرة الضوء
- لقاء السيدة ابتسامات عبد الله «أول ضابطة في الجيش المصرى» في برنامج مصر البيت الكبير
- لقاء السيده ابتسامات ببرنامج ست الحسن